# Web.de
Web.de ist ein 1995 gegründetes deutsches Internetportal, das als redaktionell betreutes Webverzeichnis gestartet war und kontinuierlich vorwiegend um Kommunikationsdienstleistungen erweitert wurde. Im Jahr 2005 war Web.de nach Branchenangaben das reichweitenstärkste Webportal und lag insgesamt auf dem zweiten Platz hinter T-Online.

## Geschäftsmodell
Das Geschäftsmodell von Web.de basiert auf den beiden Säulen Onlinewerbung und digitale Dienstleistungen. Zu letzterem gehört der Web.de Club, ein Abonnement für Kommunikationsdienste. Im Rahmen der Stärkung der Säule Onlinewerbung wurde 2004 mit Ad Europe ein Netzwerk mehrerer Webportale gegründet, das mittlerweile Mitglieder in 60 Ländern umfasst. Die Onlinewerbung wird jedoch vor allem in E-Mails platziert.
Bekanntestes Produkt von Web.de ist der kostenlose E-Mail-Dienst FreeMail, der dann kostenpflichtig mit dem genannten Web.de Club erweitert werden kann und bereits früh Unified-Messaging-Funktionen enthielt. Neben E-Mails können unter anderem auch Faxe und Sprachnachrichten über eine eigene Rufnummerngasse (mit der Vorwahl 03212) empfangen und versendet werden.

## Geschichte
Die Brüder Matthias und  Michael Greve gründeten in den 1990er Jahren die Cinetic Medientechnik GmbH. Aus dem Unternehmen für Kino-Medientechnik wurde im Januar 1999 Web.de ausgegliedert; im Februar 2000 erfolgte der Börsengang. Im Juni gliederte Web.de die Werbeagentur Websolute New Media AG zu 100 % ein und erweiterte das Angebot um E-Commerce und Dienstleistungen für den B2B-Bereich. Zu den Kunden gehörten Siemens, BASF und das Wirtschaftsministerium Baden-Württemberg. Die Agentur-Gründer Urs Keller und Lars Bauer, zunächst Manager in der Firma, verließen Web.de 2004, um die Solute GmbH zu gründen. Diese betreibt das Preisvergleichsportal Billiger.de.
1995 ging das Deutsche Internet Verzeichnis mit 2500 redaktionell bearbeiteten Eintragungen online. In den folgenden Jahren wurde das Portal um weitere Dienste erweitert, wobei einige (wie ein „Trustcenter“ für kostenpflichtige Mail-Adressen) auch wieder eingestellt wurden. Im Oktober 2002 führte die Web.de AG den Internettelefoniedienst Com.Win ein, um „das Telefonieren zu revolutionieren“. Mäßige Abonnentenzahlen und ein weit hinter den Erwartungen zurückgebliebener Umsatz führten dazu, dass Com.Win nach zwei Jahren nicht mehr weiterentwickelt und mit dem Design eines Nachfolgeprodukts begonnen wurde. Dieses Nachfolgeprodukt ComBOTS ist im Juli 2006 der Öffentlichkeit vorgestellt worden.
Im Mai 2005 genehmigte das Bundeskartellamt die Übernahme des Webportals in Form der Web.de GmbH, einer vollständigen Tochter der Web.de AG, durch die United Internet AG. Der Kaufpreis betrug 330 Millionen Euro, davon 130 Millionen in Aktien. Mit Wirkung zum 31. Oktober 2005 vollzogen die United Internet AG und Web.de AG die angekündigte Transaktion.
Die Web.de AG als alte Besitzerin firmiert – nach Intermezzi als ComBOTS AG und Kizoo AG – mittlerweile als Atevia AG. Deren Aktien befinden sich nach einem Squeeze-out seit August 2016 zu 100 % im Besitz der Cinetic Gesellschaft zur Entwicklung und Vertrieb von Medientechnik GmbH, was mit einem Rückzug der AG von der Börse einherging.
Am 8. Dezember 2006 kündigte Web.de die Einstellung des Internettelefoniedienstes Web.de Freephone zum 22. Dezember an. Den Kunden wurde nahegelegt, zum hauseigenen Pendant von GMX zu wechseln.
Im August 2010 firmierte die Web.de GmbH in die 1&1 Mail & Media GmbH um, unter deren Dach auch GMX geführt wird. Die Marke Web.de blieb erhalten.
2013 wurde Web.de durch das Bundesamt für Sicherheit in der Informationstechnik (BSI) als Diensteanbieter für De-Mail akkreditiert.
Im August 2015 integrierte Web.de die Möglichkeit einer sicheren Ende-zu-Ende-Verschlüsselung der E-Mail-Kommunikation, basierend auf dem anerkannten PGP-Standard. Um die Verwendung möglichst einfach und zugänglich zu halten, wird die Verschlüsselung auf dem Desktop-PC durch eine angepasste Version der freien OpenPGP-Software Mailvelope realisiert. Für die Nutzung auf mobilen Geräten verfügt die Web.de Mail App für iOS und Android automatisch über die PGP-Erweiterung, so dass der Nutzer mit allen gängigen Endgeräten ver- und entschlüsseln kann.
Im Sommer 2016 wurde Web.de gemeinsam mit den anderen De-Mail-Diensten von United Internet als erster europäischer Dienste-Anbieter durch TÜViT und die Bundesnetzagentur nach der eIDAS-Verordnung der Europäischen Union zertifiziert. Seitdem ist Web.de qualifizierter Vertrauensdiensteanbieter für elektronische Zustelldienste in Europa.
Ende 2017 erweiterte Web.de auch seinen Online-Speicher um eine Möglichkeit zur sicheren Ende-zu-Ende-Verschlüsselung. Daten werden dabei auf dem Endgerät des Nutzers verschlüsselt und über einen gesicherten Transportweg in den Online-Speicher übertragen, wo sie als unlesbare Zeichenfolge in einem speziellen Tresor-Ordner abgelegt werden. Die Verschlüsselung erfolgt nach dem Advanced Encryption Standard (AES) mit einer Schlüssellänge von 256 Bit. Realisiert werden Ver- und Entschlüsselung auf dem Endgerät des Nutzers. Für die Verwendung auf dem PC wird dazu eine eigene Tresor-Software installiert. Dabei handelt es sich um eine individuell angepasste Version des quelloffenen Programms Cryptomator. Auch in die Web.de Mail App für iOS und Android ist die Tresor-Funktionalität integriert, um dem Nutzer auch unterwegs Zugriff auf seine sicher verschlüsselten Daten zu geben. Bei der Entwicklung der Tresor-Software arbeitete Web.de eng mit Skymatic, dem Hersteller von Cryptomator, zusammen.
Im Mai 2019 veröffentlichte die Stiftung Warentest in der Zeitschrift test unter dem Titel „Cloud-Dienste: Der bequeme Weg“ einen Test von insgesamt elf kostenfreien Cloud-Angeboten. Mit dem Gesamturteil „Gut (2,0)“ wurde der Web.de Online-Speicher als Testsieger ausgezeichnet. Besonders hoben die Prüfer im Ergebnisbericht die einwandfreien und transparenten Nutzungs- und Geschäftsbedingungen, eine kostenlose Ende-zu-Ende-Verschlüsselung und Datenhaltung ausschließlich in deutschen Rechenzentren hervor.
Im Mai 2019 wurde das Logo aktualisiert; statt des bisherigen Ovals bildet nun ein einfarbiges Quadrat mit gerundeten Ecken den Hintergrund für die Silhouette des Brandenburger Tors.
Ende Juli 2020 startete Web.de gemeinsam mit der Schwestermarke GMX in Kooperation mit der Deutschen Post AG den Service „Briefankündigung“. Registrierte Nutzer können sich vorab per E-Mail über eingehende Briefpost informieren lassen. Im Anhang der Benachrichtigungs-E-Mail wird ein Foto des Briefumschlags mitgesendet. So erhalten Nutzerinnen und Nutzer zusätzlich eine Information darüber, welche Post sie erhalten. Der Service ist kostenfrei und kann in den Einstellungen des eigenen E-Mail-Kontos aktiviert werden.
Im April 2022 erhielt Web.de als erstes deutsches Online-Angebot eine Zertifizierung nach den Standards der „Journalism Trust Initiative“ (JTI) von Reporter ohne Grenzen. Die JTI-Zertifizierung soll eine Unterscheidung zwischen vertrauenswürdigen Nachrichtenquellen und Desinformation erleichtern.
Im Oktober 2023 gewann die Redaktion von Web.de News den ersten „Nachhaltigkeitspreis Medien Bayern“ der Bayerischen Landeszentrale für Neue Medien.

## Kritik
Die als Geschenkaktion angepriesene dreimonatige kostenlose Web.de-Club-Mitgliedschaft wurde Web.de wegen irreführender Blickfangwerbung mit sich nahtlos anschließendem, kostenpflichtigem Abonnement untersagt: Am 18. März 2009 gab das Oberlandesgericht Koblenz einer Klage des Verbraucherzentrale Bundesverbands (VZBV) gegen Web.de statt. Das Urteil wurde rechtskräftig. Einer weiteren Klage vor dem Landgericht Koblenz in einem weitgehend identischen Fall wurde am 25. Juni 2009 ebenfalls stattgegeben.
Im August 2012 sprach der Verbraucherzentrale Bundesverband eine Abmahnung gegen Web.de aus, weil der Verband die Button-Lösung (gemäß § 312g BGB) nicht korrekt umgesetzt sah. Web.de hatte zwar die Bezeichnung „zahlungspflichtige Bestellung“ für den Bestellknopf übernommen, wichtige Vertragsbestandteile waren aber nicht direkt daneben platziert, so dass Kunden nicht über die Folgen der Bestellung informiert wurden. Die Abmahnung richtete sich auch an die Marke GMX.
Bekannt wurde im Herbst 2010 die Einschaltung eines Inkassobüros zur Beitreibung einer Forderung gegen eine Minderjährige, die angeblich ein Abonnement abgeschlossen hatte. Die Methoden von Web.de, offene Rechnungen von Mitgliedern einzutreiben, bewegen sich laut einigen Anwälten und Verbraucherschützern am Rande der Legalität.

## Beteiligungen
- B.TV (Privater Fernsehsender, eingestellt)